# Put-in-Bay
Put-in-Bay és una població dels Estats Units a l'estat d'Ohio. Segons el cens del 2000 tenia 128 habitants.

## Demografia
Segons el cens del 2000, Put-in-Bay tenia 128 habitants, 67 habitatges, i 36 famílies. La densitat de població era de 107,4 habitants per km².
Per edats la població es repartia de la següent manera: un 15,6% tenia menys de 18 anys, un 4,7% entre 18 i 24, un 25,8% entre 25 i 44, un 38,3% de 45 a 60 i un 15,6% 65 anys o més.
L'edat mediana era de 47 anys. Per cada 100 dones de 18 o més anys hi havia 116 homes.
La renda mediana per habitatge era de 52.917 $ i la renda mediana per família de 80.000 $. Els homes tenien una renda mediana de 47.083 $ mentre que les dones 38.750 $. La renda per capita de la població era de 35.301 $. Cap de les famílies estaven per davall del llindar de pobresa.

## Història
El 1813 hi tingué lloc la batalla del llac Erie durant la Guerra de 1812 entre les marines estatunidenques i britànica.

## Poblacions més properes
El següent diagrama mostra les poblacions més properes.